# Konomi Suzuki
Konomi Suzuki (鈴木 このみ?, Suzuki Konomi; 5 novembre 1996) è una cantante giapponese.

## Discografia
|    | Data di pubblicazione | Titolo | Posizione massima |
| -- | --------------------- | --- | ----------------- |
| 1  | 25 aprile 2012        | Choir Jail | 34                |
| 2  | 21 novembre 2012      | Days of Dash | 28                |
| 3  | 27 febbraio 2013      | "Yume no Tsuzuki" (夢の続き?) | 34                |
| 4  | 28 agosto 2013        | "Watashi ga Motenai no wa dō Kangaetemo Omaera ga Warui!/Tears Breaker" (私がモテないのはどう考えてもお前らが悪い!/TEARS BREAKER?) (ft. Kiba of Akiba) | 23                |
| 5  | 27 novembre 2013      | "Avenge World/Sekai wa Kizu o Dakishimeru" (AVENGE WORLD／世界は疵を抱きしめる?)                                                                       | 47                |
| 6  | 21 maggio 2014        | This Game | 13                |
| 7  | 19 novembre 2014      | "Ginsen no Kaze" (銀閃の風?) | 31                |
| 8  | 18 febbraio 2015      | Absolute Soul | 25                |
| 9  | 27 gennaio 2016       | Beat your Heart | 38                |
| 10 | 11 maggio 2016        | Redo | 21                |
| 11 | 3 agosto 2016         | Love is MY RAIL | 52                |
| 12 | 22 febbraio 2017      | Chaos Syndrome | 58                |
| 13 | 24 maggio 2017        | Blow Out | 28                |
| 14 | 23 maggio 2018        | "Utaeba Soko ni Kimi ga Iru Kara" (歌えばそこに君がいるから?, If I Sing, You Will Be There)                                                            | 41                |
| 15 | 24 ottobre 2018       | "Ao no Kanata" (蒼の彼方?, Beyond the Blue) | 68                |
| 16 | 8 maggio 2019         | "Shinri no Kagami, Tsurugi no Yō ni" (真理の鏡、剣乃ように?, Mirror of Truth, Like a Sword)                                                            | 36                |
| 17 | 29 luglio, 2020       | Theater of life | 30                |
| 18 | 26 agosto 2020        | Realize | 38                |
| 19 | 2 settembre 2020      | Maioritekita Yuki - featuring Konomi Suzuki | 92                |
| 20 | 7 maggio 2021         | Bursty Greedy Spider | 15                |
| 21 | 25 agosto 2021        | Missing Promise | 34                |
| 22 | 5 novembre 2021       | Inochi no Tomoshibi | 71                |
| 23 | 26 ottobre 2022       | Love? Reason why!! | 99                |
| 24 | 25 ottobre 2023       | "Ganbare to Sakebu Tabi" (命の灯火?, Light of Life) | TBA               |
| 25 | TBA                   | "Hakka" (白花?, White Flower) | TBA               |